# Torre de Arcusa

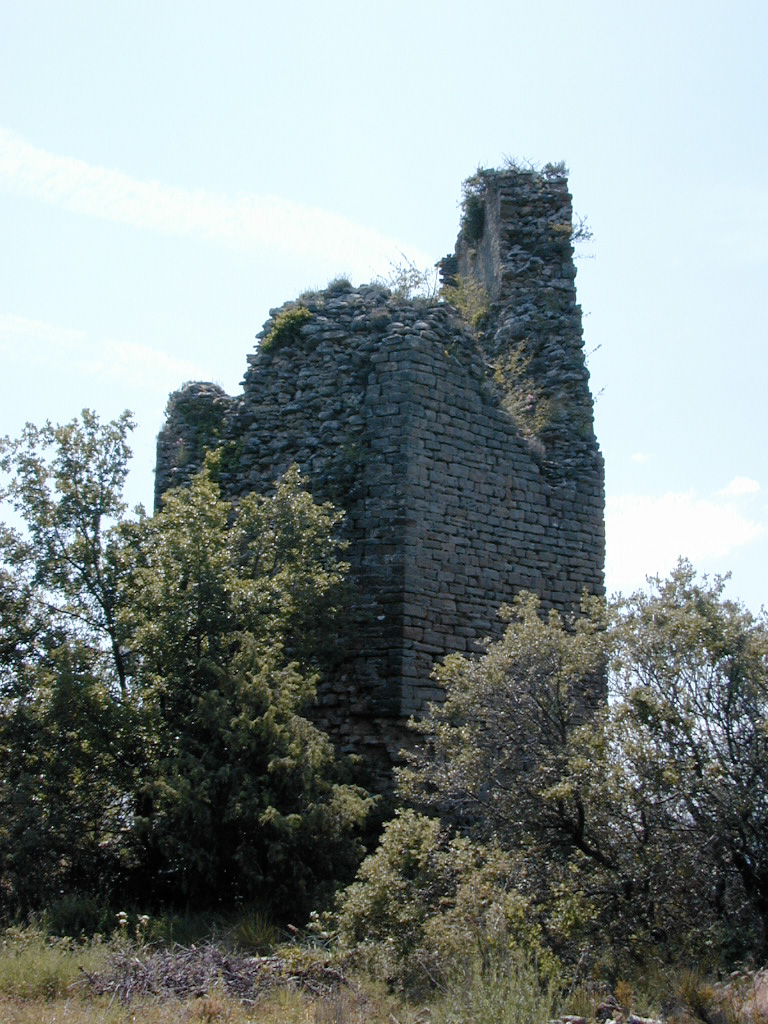
Torre de Arcusa.

La torre de Arcusa se encuentra en la localidad de Arcusa, perteneciente al municipio de Ainsa-Sobrarbe, en la comarca aragonesa de Sobrarbe (España). Se localiza al norte del parque natural de la Sierra y Cañones de Guara.
La torre de Arcusa está declarada Bien de Interés Cultural (BIC) y se encuentra en estado ruinoso.

## Localización
A unos 600 m del núcleo de población, con restos visibles en dirección norte y al borde del barranco origen del río Susia. Se accede por una pista que parte a la derecha de la carretera Boltaña – Aínsa, la cual conduce a unos 50 m de las ruinas. Se halla en el barrio llamado La Villa.

## Historia
Se trata de una torre defensiva que data de mediados del siglo XI, momento en el cual tiene lugar una enorme fortificación de la frontera meridional de Sobrarbe frente a los territorios de dominación musulmana. Sancho III el Mayor impulsó una gran cantidad de torres que se comunicaban entre sí en lugares estratégicos como Abizanda, Escanilla, Samitier o Troncedo, que controlaban las tierras situadas a ambos lados del Cinca.
El lugar de Arcusa aparece citado por vez primera en 1087 y formó en su día parte del sistema defensivo del Alto Sobrarbe, protegiendo la cabecera del valle del río Susía. Debió de construirse hacia 1050.
En 1137 Ramiro II concedió posesiones en la villa a García Sanz de Arcusa y en 1295 era de propiedad de la Corona. En 1325 "Archusa" y Castellazo, pertenecían a Pedro de Ayerbe. Varios ejercieron el señorío, Berenguer de Cortiles, (1394), Rodrigo de Rebolledo (1460), Guillén de Palafox... 
En 1610, según Labaña, pertenecía a la Baronía de Monclús, que perduró en ella hasta el siglo XVII.

## Descripción
El castillo se sitúa en una zona alejada del casco urbano. Es difícil localizar su perímetro, pero se conserva en buen estado una de las torres del siglo XI. Es de planta pentagonal y posee tres pisos, alcanzando una altura de unos 23 metros. 
Está realizada en mampostería, con refuerzo de sillar en sus vértices. Se ha perdido parte de su fachada y de la puerta, que está situada en altura.